# Angélica: 50 e Uns
Angélica: 50 & Uns é uma série brasileira produzida pelo GNT, em parceira com Globoplay, para comemorar os 51 anos de idade da apresentadora e atriz Angélica. A série também é um spin off do talk show Angélica: 50 e Tanto, exibido no ano anterior. A temporada completa foi disponibilizada em 10 de novembro de 2024 no streaming. No canal por assinatura foi exibida semanalmente e reapresentada em uma versão compacta no Fantástico.
Num formato voltado para os homens, em cada episódio, a apresentadora receberá convidados famosos para conversar sobre assuntos raramente discutidos por eles em público.

## Elenco e episódios
| Corpo          | Família             | Sexo             | Poder             | Vida           |
| -------------- | ------------------- | ---------------- | ----------------- | -------------- |
| Angélica       |                     |                  |                   |                |
| Ney Matogrosso | Fábio Porchat       | Antônio Fagundes | Flavio Dino       | Gilberto Gil   |
| Paulo Vieira   | Jonathan Azevedo    | Lázaro Ramos     | Whindersson Nunes | Tony Ramos     |
| Xamã           | Carmo Dalla Vecchia | Gil do Vigor     | Luciano Huck      | Zeca Pagodinho |

| Participações especiais | Episódio |
| ----------------------- | -------- |
| Paolla Oliveira         | Corpo    |
| Tatá Werneck            | Família  |
| Claudia Raia            | Sexo     |
| Erika Hilton            | Poder    |
| Ana Maria Braga         | Vida     |